# Martin Pénet
Martin Pénet est un journaliste et historien né à Paris le 17 mars 1968, spécialisé dans la chanson d'expression française des XIXe et XXe siècles.
Producteur sur France Musique et France Culture, Martin Pénet a publié de nombreux articles et ouvrages de référence sur la chanson, dirigé de nombreuses rééditions patrimoniales en CD. Il constitue en outre depuis vingt ans un vaste fonds documentaire sur l'histoire de la chanson, du music-hall, des cabarets : disques, partitions, programmes, livres, photos, presse, etc. Il est également concepteur et directeur artistique du Labelchanson. De 2004 à 2016, il a assuré une chronique régulière sur la chanson dans l'émission Étonnez-moi Benoît le samedi sur France Musique. Depuis 2017, il anime sa propre émission Tour de chant sur France musique, consacrée à l'histoire de la chanson francophone.
Après une formation d'ingénieur en télécommunications et un DEA en histoire culturelle, Martin Pénet est doctorant en histoire à l'Université Paris 1 (Centre d'histoire sociale du XXe siècle).

## Publications
- 1996 : Mistinguett, la reine du music-hall, éditions du Rocher, Paris
- 1999 : Chansons populaires des pays de France, Presses de la Cité, Paris
- 2001 : Mémoire de la chanson, 1200 chansons du Moyen Âge à 1919, Omnibus, Paris (Prix Georges Brassens, Prix du Patrimoine 2002)[4]
- 2003 : 100 chansons d'amour, Omnibus, Paris
- 2003 : Mémoire de guinguettes avec S. Bauby et F. Bauby, Omnibus, Paris
- 2004 : Mémoire de la chanson, 1200 chansons de 1920 à 1945, Omnibus, Paris
- 2006 : Eté 36, sur les routes de France, Omnibus, Paris
- 2006 : Cora Vaucaire L'intemporelle (entretiens), Editions de Fallois, Paris
- 2006 : La Miss, Mistinguett ou la légende du music-hall, avec André Bernard, Omnibus, Paris.

## Discographie
- 1993-2001 : direction artistique de coffrets thématiques pour différents labels : Anthologie de la Chanson française enregistrée (1900-1920), Chansons toxiques, Chansons ferroviaires, Un siècle de métro, Intégrale Marie Dubas
- 2006 : Chansons interlopes 1906-1966 (Labelchanson)
- 2007 : Suzy Solidor au cabaret, enregistrements rares et inédits 1933-1963 (Labelchanson)
- 2004-2016 : collection chanson au sein du label "BD Music" : Edith Piaf, Jean Sablon, Fernandel, Joséphine Baker, Léo Ferré, Georges Brassens, Jacques Brel, Charles Aznavour, Boris Vian, Serge Gainsbourg, Georges Guétary, Johnny Hallyday, Jean Ferrat.
- 2016 : direction artistique du CD La Grande Guerre en Marseillaises, produit par le label Hortus, interprété par Jean-Philippe Lafont avec Cyrille Lehn au piano.

## Émissions de radio
- Producteur sur France Musique depuis septembre 2017 de l'émission hebdomadaire Tour de Chant consacrée à l'histoire de la chanson francophone.
- France Musique : séries Paris quartiers, Jour de fête (sur les chansons de films français), Un siècle de chanson, Les artisans de la chanson (portraits d'auteurs et de compositeurs), les danses de salon, l'exotisme dans la chanson, série Léo Ferré, série sur le Front populaire, format Mémoire retrouvée (Cora Vaucaire, Léo Marjane, Jacqueline François, Renée Lebas, Jacques Douai, Philippe Clay, Mick Micheyl), série Les dames des années 50 (dont Zizi Jeanmaire, Anny Gould, Juliette Gréco), etc.
- France Culture : format Opus (Michel Vaucaire, Jean Guidoni, Germaine Montero, Colette Renard, Marguerite Monnot, Joseph Kosma, Marie Dubas, Serge Rezvani), séries A voix nue (Richard Desjardins, Zizi Jeanmaire, Roland Gerbeau, Julos Beaucarne, Guy Béart, Marie-Paule Belle), série d'été sur les drogues et la chanson, série d'été sur les chansons d'actualité, émission hebdomadaire Tour de chant durant deux saisons, contributions au magazine d'Hélène Hazera Chansons dans la nuit, reportages pour le magazine de Jean Lebrun Travaux publics, etc.
- France Inter : illustrations musicales pour l'émission de Jean Lebrun La marche de l'histoire depuis 2011

## Documentaire
- 2008 : auteur de Paris en chansons (produit par la Sertis et réalisé par Valérie Lavalle) diffusé sur France 3 Île-de-France

## Travaux universitaires
- 2002 : DEA d'histoire culturelle sur les représentations de Paris dans la chanson francophone
- 2003-2010 : Participation à différents colloques
- 2003-2016 : Publication d'une douzaine d'articles dans des ouvrages collectifs et des revues à comité de lecture (Revue de la BnF, Sociétés et Représentations, Revue d'Histoire Moderne et Contemporaine, Dictionnaire d'histoire culturelle de la France contemporaine, le Maitron, les Spectacles sous le Second Empire, etc.)